# Thalassometra gracilis
Thalassometra gracilis är en sjöliljeart som först beskrevs av Carpenter 1888.  Thalassometra gracilis ingår i släktet Thalassometra och familjen Thalassometridae. Inga underarter finns listade i Catalogue of Life.